# Maria Josep Cuenca
Pour les articles homonymes, voir Cuenca.
Maria Josep Cuenca, née à Barcelone le 7 janvier 1964, est une linguiste espagnole, docteur en Philologie et professeur à l'université de Valence, spécialiste de syntaxe et de linguistique appliquée. Membre de la Section de philologie de l'Institut d'Estudis Catalans, elle a été membre de l'Institut interuniversitaire de philologie valencienne et vice-recteur de recherche de l'université de Valence.

## Études et publications
- Les oracions adversatives (thèse doctorale dirigée par Joan Solà, récompensée du Prix Pompeu Fabra de l'Institut d'Estudis Catalans en 1991)
- Introducción a la lingüística cognitiva (avec Joseph Clarence Hilferty), Ariel, Barcelone, 1999
- El valencià es una llengua diferent?, Valence, Tàndem, 2003.
- Gramática del texto, Arco Libros, Madrid, 2010